# Abies borisiiregis
Abies borisii-regis, el abeto del rey Boris, es una especie botánica de árboles nativos de las montañas de la península de los Balcanes, en Bulgaria, norte de Grecia, Macedonia del Norte, Albania y Serbia. 

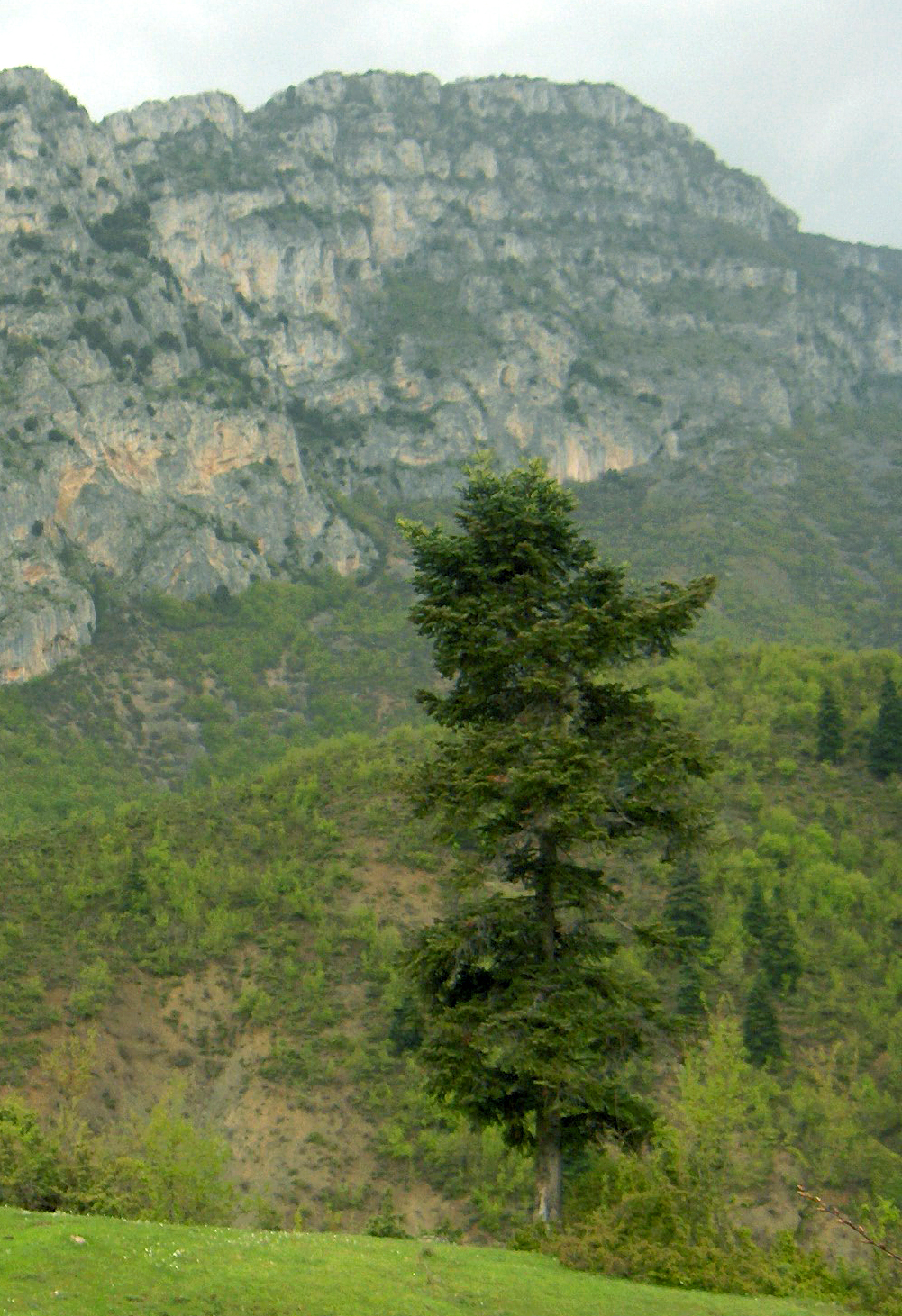
Vista de la planta

## Descripción
Es una conífera perennifolia de gran tamaño que crece entre 40 y 50 m (excepcionalmente 60 m) con un diámetro del tronco de hasta 150 cm. Crece en altitudes de entre 800 y 1700 m s. n. m., en montañas que tienen una pluviosidad de más de 1000 mm.
Las hojas son delgadas, con forma de aguja, con un largo de entre 18 y 35 mm, un ancho de 2 mm y un grosor de 0,5 mm, de un color verde oscuro brillante en su parte superior y con dos bandas de color azul y blanco de estomas en su parte inferior. La punta de la hoja es variable, usualmente puntiaguda, pero a veces con una pequeña muesca en la punta, particularmente en brotes de lento crecimiento en árboles mayores. Los conos tienen entre 10 y 21 cm de largo y 4 cm de ancho, con unas 200 escalas, las que al madurar se desintegran para liberar las semillas.
Tiene una cercana relación con el abeto plateado (A. alba) del norte y centro de Europa, el abeto griego (A. cephalonica) del sur de Grecia, y con el abeto de Nordmann (A. nordmanniana) del norte de Turquía. Algunos botánicos lo consideran un híbrido natural entre el abeto plateado y el griego, mientras para otros es una variedad de abedul plateado, clasificándolo como Abies alba var. acutifolia. Otro sinónimo es Abies pardei.

## Taxonomía
Abies borisiiregis fue descrita por Johannes Mattfeld y publicado en Notizblatt des Botanischen Gartens und Museums zu Berlin-Dahlem 9: 235. 1925.
Etimología
Abies: nombre genérico que viene del nombre latino de Abies alba.
borisiiregis: epíteto otorgado en honor al zar Boris III de Bulgaria, durante cuyo reinado se describió esta nueva especie.
Sinonimia
- Abies alba var. acutifolia Turrill
- Abies alba subsp. borisii-regis (Mattf.) Kouharov & N.Andreev
- Abies apollinis Boiss.
- Abies borisii var. regis Mattf.
- Abies borisii-regis var. pungentipilosa R.Vig. & Gaussen
- Abies cilicica subsp. borisii-regis (Mattf.) Silba
- Abies cilicica var. borisii-regis (Mattf.) Silba[5][6]